# 紫玉兰
紫玉兰，木兰科木兰属，又名木兰、辛夷（江苏）、木笔（花镜）、望春、女郎花，为中国特有植物，分布在中国大陆的云南、福建、湖北、四川等地，生长于海拔300米至1,600米的地区，一般生长在山坡林缘。紫玉兰花朵艳丽怡人，芳香淡雅，“紫苞紅焰，作蓮及蘭花香”，故唐代裴迪有诗：“况有辛夷花，色与芙蓉乱。”紫玉兰孤植或丛植都很美观，树形婀娜，枝繁花茂，是优良的庭园、街道绿化植物，与玉兰同为中国有2000多年历史的传统花卉和中药。紫玉兰已在《中国物种红色名录》中被评为易危（VU A2c），且不易移植和养护，因此是非常珍贵的花木。

## 分类

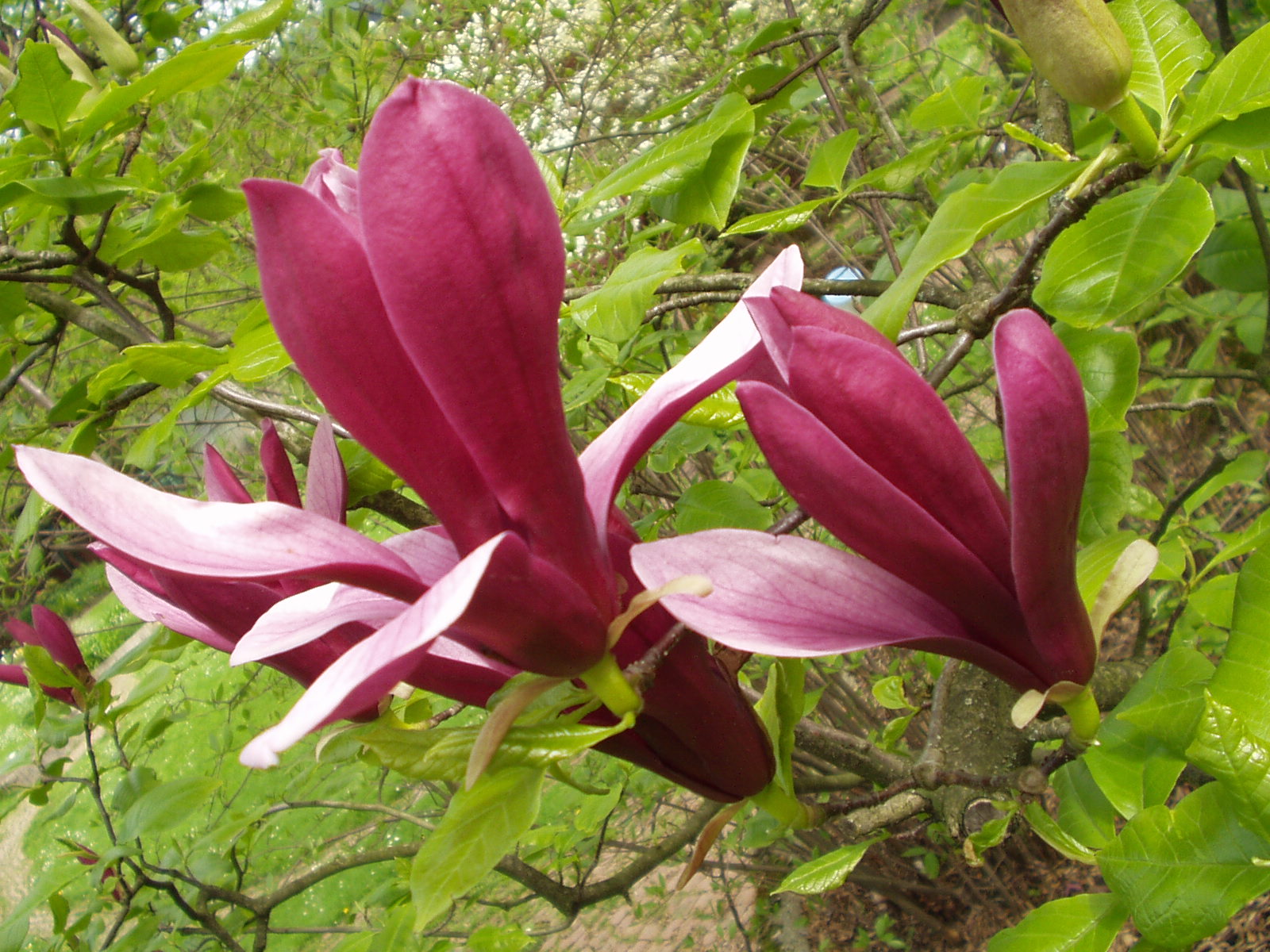
紫玉兰

紫玉兰属於木兰属中的玉兰亚属（Subg. Yulania）玉兰组（Sect. Yulania）玉兰亚组（Subsect. Yulania），近缘种包括玉兰、滇藏木兰等，而在旧分类中紫玉兰与尖头木兰（M. acuminata）被单独分在渐尖玉兰亚组（Sect. Tulipastrum）。
紫玉兰最初是由德国人恩格尔贝特·肯普弗於1712年发表了描述和绘图，之後由英国人约瑟夫·班克斯（Joseph Banks）於1791年重新发表。1779年，法国人Pierre Joseph Buc'hoz以3年前的一张中国国画辛夷为模式发表了学名Lassonia quinquepeta，但由於不是合格发表，被当时和现在的大部分学者所不承认。1792年，法国生物学家Louis Auguste Joseph Desrousseaux科学的描述了紫玉兰，并为其命名Magnolia liliiflora，意为“如百合花的木兰”。1839年，法国人Édouard Spach合格建立玉兰属（Yulania），并将紫玉兰与玉兰、日本辛夷划入这个属，但当时紫玉兰的学名是Yulania japonica Spach var. purpurea (Curtis) Spach，并不是现在的正式学名。1934年，木兰科权威分类学家James E. Dandy将本种正式划入木兰属（Magnolia），同时承认并启用了Magnolia quinquepeta，但在1950年将Magnolia quinquepeta作为目前所用学名的异名。但从1976年起，S. A. Spongberg和其他一些学者仍然使用Magnolia quinquepeta，直到1987年Frederick G. Meyer和Elizabeth McClintock指出Buc'hoz绘图中的多处错误并将Magnolia liliiflora作为正式学名沿用至今，并提议将恩格尔伯特·肯普费的绘图作为模式使用。不过，由於木兰属是一个因性状趋同演化而建立的多系群，而且玉兰亚属与木兰亚属（Subg. Magnolia）的亲缘关系较远，部分学者支持将玉兰亚属独立成玉兰属，并将紫玉兰的学名定为Yulania liliiflora (Desr.) D.L.Fu。

## 特征

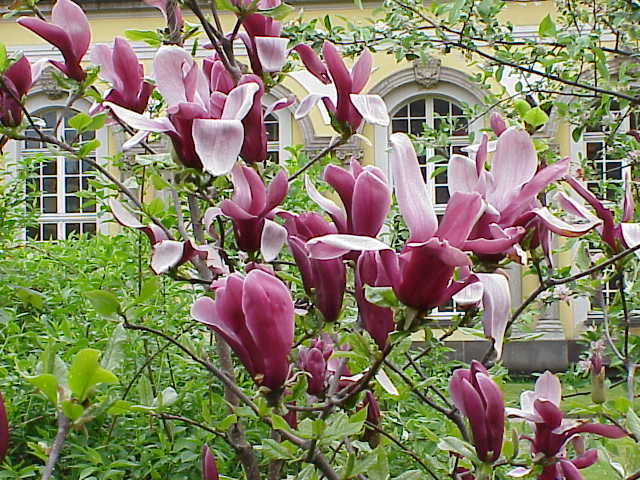
花枝

落叶灌木或小乔木，高达3－5米，树皮灰褐色，木质有香气，枝绿紫色或淡紫褐色，有明显皮孔，芽有灰褐色细毛，植株株高达1米前就开始开花，根为肉质根。单葉互生，宽卵形，表面深绿，背面灰绿，長8－18厘米，宽4－10厘米，先端急尖或渐尖，基部楔形，沿叶柄下延至托叶痕，正面深绿色，幼嫩时生有短柔毛，背面灰绿色，柔毛沿叶脉生长，侧脉每侧8－10条，叶柄长0.8－2厘米，托叶痕约0.4－1厘米。早春开花，花紫色，钟形，单生于枝顶，直立生於粗壮、被毛的花梗上，气味芳香但略淡於玉兰，先於叶生长，偶与叶同生，主要由甲蟲授粉；花蕾卵圆形，被淡黄色绢毛；花被片9－12，其中内两轮（花瓣）6－9，肉质，长倒卵圆形，外面紫色或紫红，内面白色或粉红，长8－10厘米，宽3－4.5厘米，外轮3，萼片状，披针形，紫绿色，长2－3.5厘米，早落；苞片多为2层，外覆黄绿色茸毛，基部具腋芽；花丝深紫红色，长0.8－1厘米，短而扁平，螺旋状排列在伸长的花托上半部，花药长约0.7厘米，侧向开裂，药隔伸出成短尖头；心皮深紫红色，花柱1，长约1.5厘米，淡紫色，先端尖，微弯，无毛。聚合蓇葖果圆柱形，长7－10厘米，深紫褐色或褐色，成熟蓇葖近球形，顶端具短喙；花后结果者较少。花期3－5月，果期8－10月；一般一年开花1次，若根系损伤或高温等异常情况可造成一年开花2次的情况。紫玉兰为四倍体，染色体数为2n=76。
韩愈《感春》中写到“辛夷高花最先開”，这表明紫玉兰对气温变化的敏感性，可以反映每年冬天的气温变化。紫玉兰花蕾极似毛笔头，因此又有“木笔”的别称。
种加词liliiflora意为“似百合花的”，因为紫玉兰花形狭长，与百合有相似之处。中国大陆地区的文献在提及紫玉兰的学名时常误写成Magnolia liliflora，实属误传。

## 用途

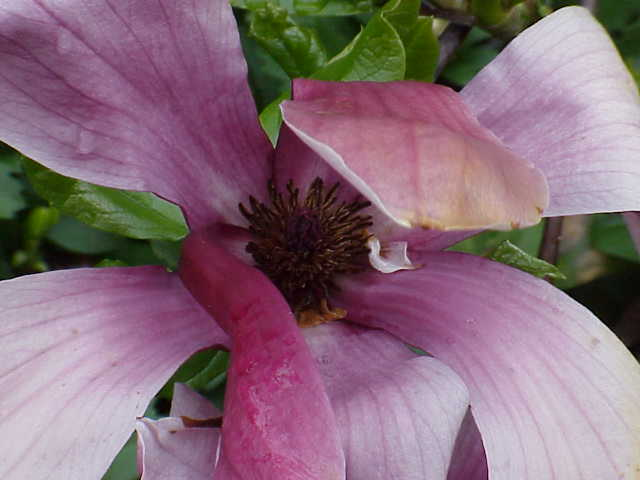
花蕊特写

紫玉兰在中国有着悠久的历史，早在战国时期屈原的《九歌》和《九章》中就有描述。紫玉兰树皮、叶、花蕾均可入药，花蕾入药称“辛夷”，乃中药材，开花前1－2周采摘晾干即得，气味芳香，味辛辣，挥发油主要成分是柠檬醛、丁香油酚、桉油精，可干用或鲜用，具有降压、镇疼、收敛、杀菌等功效，可治肺炎、疮毒、鼻炎、头疼等症，有轻身明目，延年益寿的功效，《神农本草经》将之列为上品药材，《名医别录》也记载了其功效。木兰属植物的花蕾均含有较多的黄酮类物质，有扩张血管、降血压、抑制血小板聚集和血栓形成的作用，而其中以紫玉兰花蕾中此类物质的含量为最高之一。《中国药典》从第三版（1977年版）起将辛夷列为正品中药，不过其中的辛夷只包括望春玉兰、玉兰和武当玉兰3种，并不包括紫玉兰，不过“辛夷”实际上是木兰属植物花蕾的通称，因此紫玉兰具有同样的药效。辛夷最好不与膜荚黄芪（Astragalus membranaceus）一起使用。
紫玉兰树皮、叶、花可用于提取香精，制作高档香料、饮品和食品，也可用於调配香皂和化妆品，有很高的经济价值。明代《本草纲目》载称“辛夷生于汉，丹阳之道”，即辛夷常见于丹江以北的鲁山、南召、淅川为中心的汉水流域。

## 栽培

### 环境

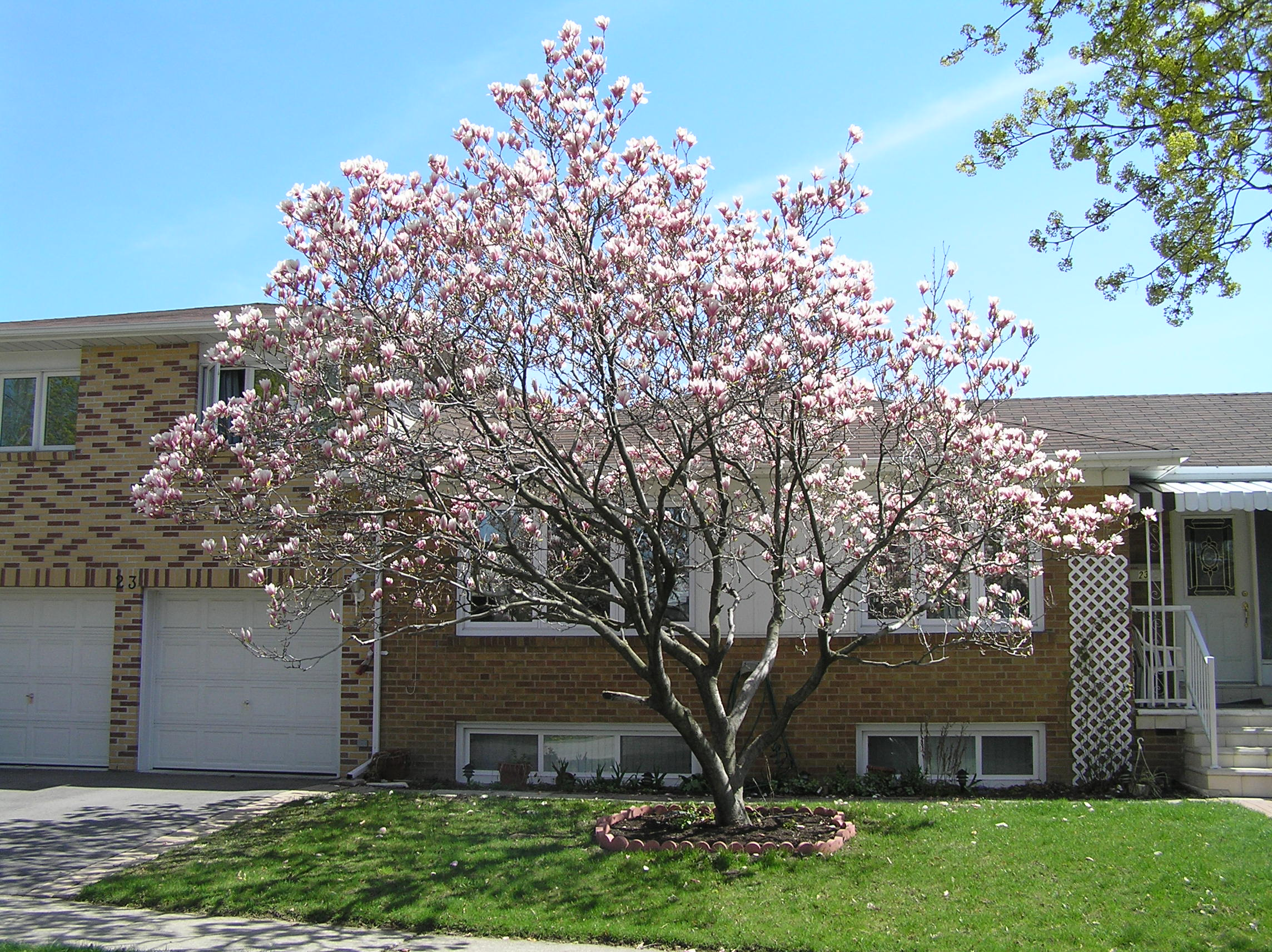
紫玉兰树

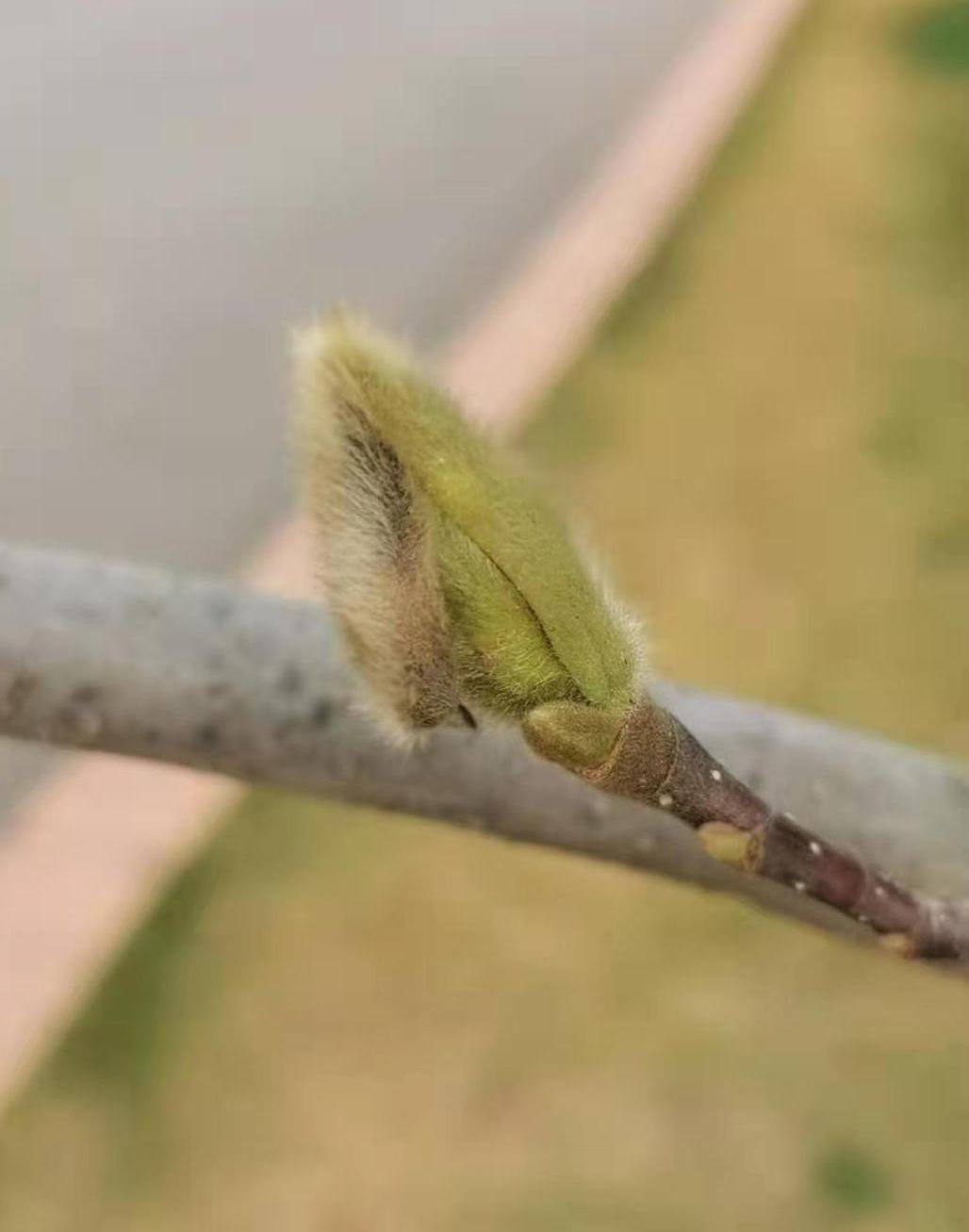
花苞。雲南彌勒，中國。

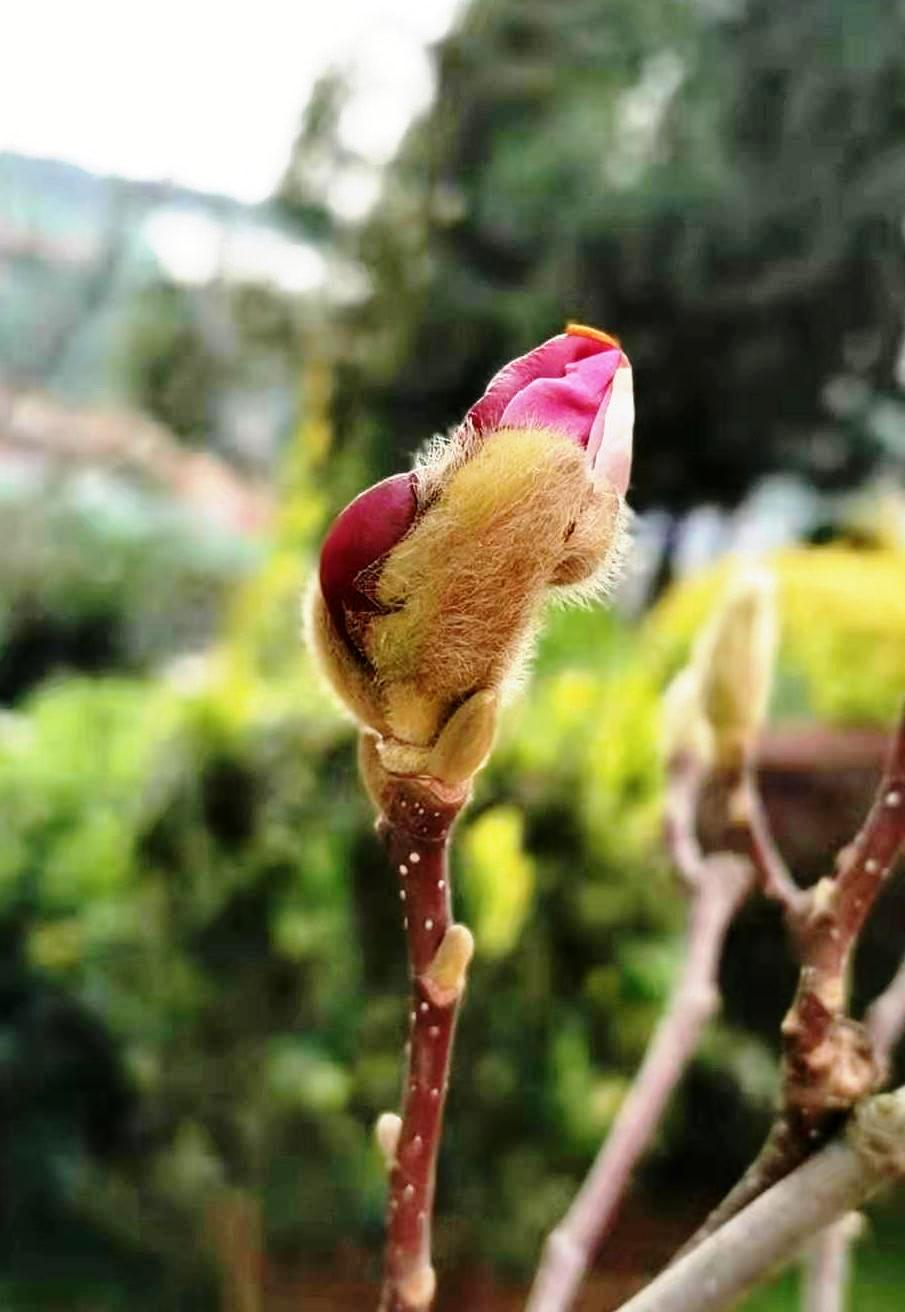
花苞。雲南彌勒，中國。

紫玉兰适合栽培於气候温暖，喜中性、微酸性或微碱性的疏松肥沃的土壤以及富含腐殖质的砂质壤土，不过不能生长於石灰质和白垩质的土壤中；枝条柔弱，因此需要种植於稍庇荫的地点；抗风性能良好，对大气污染也有很强的耐受力；可耐−20℃的短暂低温，性喜温暖湿润，喜光，不耐积水和干旱。其根系发达，萌蘖、萌芽力强，耐修剪整形，但伤愈能力较差，剪后要涂硫粉防腐；肉质根怕损伤，因此不易移植，若需移植则要在秋末落叶或春末花後温和湿润的天气下进行。紫玉兰需经常整枝修剪，及时将清除病、残、枯枝，否则树形会向灌木状发展，也不利于花芽的生长。

### 繁殖
置於冷床中的紫玉兰种子一旦成熟最好就播种，而贮存的种子在冬季要保持低温，冬末时就应播种。种子通常在春季发芽，至少18个月後才能定植。幼苗稍大时分开植於单独盆内，并在生长的第一年冬天置於冷床或温室中稍遮荫。植株达到15厘米高时可移出冷床或温室，这时要做好地面覆盖层以保护根部，并在最初2－4年中给予特别的关照。用播种、压条、扦插、分株或植物组织培养等方法繁殖，春季可采用压条法，嫩枝扦插最好在5－7月进行，湿度控制在85%以上，温度保持25－28℃为宜。若嫁接可用玉兰、黄山木兰及其他强健的野生木兰属植物作砧木，而紫玉兰本身也可作为玉兰、白兰等木兰科植物的嫁接砧木。紫玉兰抗性较强，但仍有黑斑病、叶枯病、叶斑病等病害和蓑蛾、樗蚕、霜天蛾等虫害。

### 栽培种

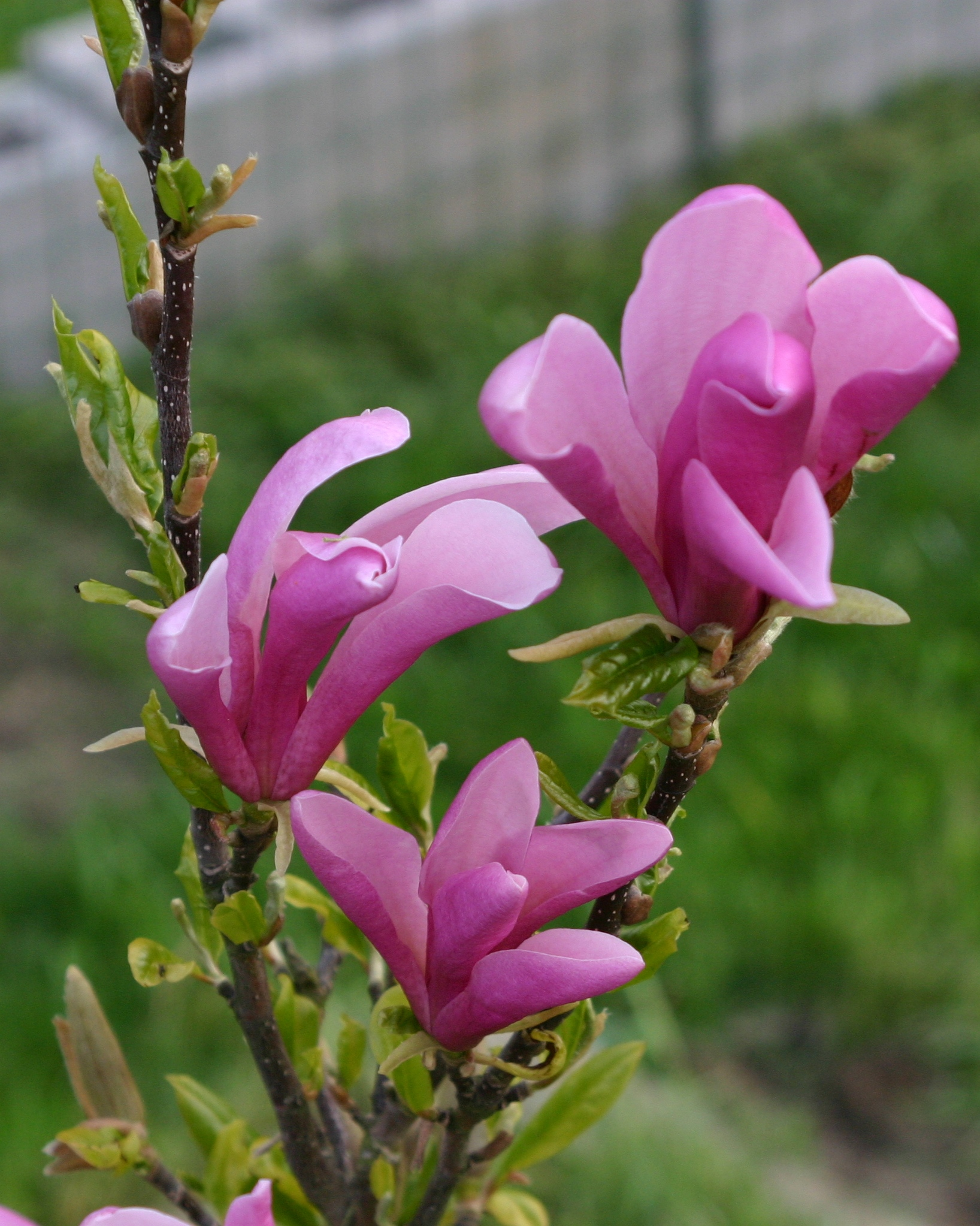
'Nigra'

二乔木兰（Magnolia × soulangeana）是由紫玉兰和玉兰（Magnolia denudata）自然杂交得到，花色比紫玉兰要淡，介於两亲本之间，外面粉红色或淡紫色，里面白色，是著名的庭园观赏品种。在这3种玉兰的组织培养实验中，紫玉兰的再生能力最差，由此也可以看出紫玉兰是非常珍贵的花木。
下列是主要的园艺品种及杂交种：

#### 栽培种
- 狭萼辛夷 'Gracilis'（Magnolia liliiflora Desr. var. gracilis Rehd.）：1807年由理查·安东尼·萨里斯伯里（Richard Anthony Salisbury）描述为Magnolia gracilis，这种紫玉兰各部分都要纤小。
- 'Holland Red'：开纯色深红色花朵，开花时间较晚。
- 'Mini Mouse'：1970年由Sore培育，这种紫玉兰各部分都要纤小。
- 'Nigra'：花瓣内外面同色，於1861年由Veitch命名。目前以此冠名销售的品种很多实际上不是本种。

#### 杂交种

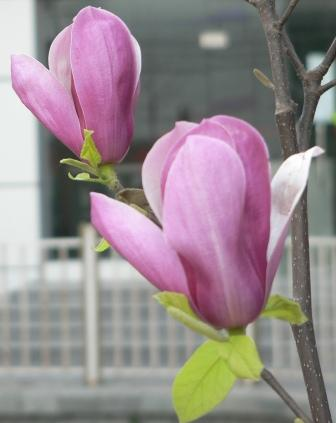
紫玉兰

- 尖头木兰 M. acuminata × 紫玉兰 M. liliiflora ＝ M. × brooklynensis：1954年由Evamaria Sperber在布鲁克林植物园（Brooklyn Botanic Garden）培育。
- 滇藏木兰 M. campbellii × 紫玉兰 M. liliiflora ＝ M. 'Pat's Delight'、'Red Lion'、'Star Wars'：1990年代由新西兰人Felix Jury培育的系列杂交种。
- 玉兰 M. denudata × 紫玉兰 M. liliiflora ＝ 二乔木兰 M. × soulangeana
- 星花玉兰 M. stellata × 紫玉兰 M. liliiflora ＝ M. 'Randy'、'Pinkie'、'Ricky'、'Susan'：於美国国家树木园（U.S. National Arboretum）由Francis de Vos和William F. Korsar在培育变种时偶然得到。
- 紫玉兰 M. liliiflora × 武当玉兰 M. sprengeri var. 'Diva' ＝ M. 'Spectrum'：培育者William F. Korsar。
- 玉兰 M. denudata × 滇藏木兰 M. campbellii ＝ 维氏玉兰 M. × veitchii：耐霜，花色介於两种之间。
- 紫玉兰 M. liliiflora × 维氏玉兰 (M. × veitchii) ＝ M. 'Todd Gresham'：由D. Todd Gresham於1955年培育。

## 相關文化

### 詩詞
唐 王維《辛夷塢》
木末芙蓉花，山中發紅萼。澗戶寂無人，紛紛開且落。
唐 白居易 《題令狐家木蘭花》
膩如玉指塗珠粉，光似金刀剪紫霞。從此時時春夢裡，應添一枝女郎花。
宋 陸游 《春晚雜興》
病瘍無意緒，閉戶作生涯。草草半盂飯，悠悠一碗茶。 
笑穿居士屩，閑看女郎花。莫問明朝事，忘家即出家。
宋 陸游 《雜詠》
女郎花樹新移種，官長梅園亦探租。作盡人間兒戲事，誰知空橐一錢無？